# Tri Malö
Koningin  Tri Malö  (Wylie:  Bro- Khri-ma-lod  (overleden 712) was heerser over het Tibetaanse rijk aan het begin van de achtste eeuw. Ze wordt niet in de traditionele lijst van de koningen van Tibet benoemd. De Tibetaanse annalen maken echter duidelijk, dat zij in de periode 705-712 feitelijk de functie van koning van het Tibetaanse rijk bekleedde. In de literatuur wordt zij vaak vergeleken met de Chinese keizerin Wu Zetian (625-705) die vrijwel gelijktijdig met Tri Malö regeerde.

## Achtergrond
Tri Malö was de belangrijkste vrouw van de koning Mansong Mangtsen (643-676) en afkomstig uit de clan van de Bro . Hun zoon was Tridu Songtsen (670-704). Gedurende het grootste deel van deze periode waren de koningen een marionet in handen van de Gar-clan. Pas enige jaren na 690 wist Tridu Songtsen de macht van de clan te breken en zelfstandig de macht uit te oefenen.
Uit de annalen wordt duidelijk dat Tridu Songtsen een aantal vrouwen had. Uit de relatie met Ga-tun, een Turkstalige prinses en vermoedelijk afkomstig uit het volk van de Azha was er een zoon met de naam Lha Bal-po. In de Oude Tibetaanse kroniek wordt vermeld dat hij met zijn belangrijkste vrouw Btsan-ma- thog- Thog-steng van de clan van de Michims een zoon had met de latere naam Tridé Tsungtsen, waarvan 704 en 755 als respectievelijk zijn geboortejaar en jaar van overlijden gelden. In de klassieke Tibetaanse geschiedschrijving is de laatste ook de directe opvolger van Tridu Songtsen.
De Tibetaanse annalen maken echter ook duidelijk, dat Tridé Tsungtsen pas geboren werd na de dood van Tridu Songtsen. De annalen van de Tang-dynastie geven als geboortejaar voor Tridé Tsungtsen het jaar 706. 
Een aantal tibetologen gaan dan ook uit van de veronderstelling, dat Tridé Tsungtsen niet de zoon kan zijn van Tridu Songtsen en mogelijk pas na de dood van Tridu Songtsen door een onbekende natuurlijke vader bij de vrouw van Tridu Songtsen verwekt is.

## Tibetologisch onderzoek
Op  grond van tibetologisch onderzoek van de laatste decennia staat vast dat Tridu Songtsen eerst opgevolgd moet zijn door Lha Bal-po. Die regeringsperiode kan niet langer dan enkele maanden zijn geweest. De annalen maken duidelijk, dat Lha Bal-po moet zijn afgezet in het jaar 705/706 (het Tibetaanse jaar liep in de periode van het rijk van medio april-medio april).
De meeste tibetologen gaan ervan uit, dat dit het gevolg was van een machtsstrijd tussen Ga-tun, de moeder van Lha Bal-po en Tri Malö, de grootmoeder van Tridé Tsungtsen. Daarbij moet Tri Malö ongetwijfeld de steun van de belangrijkste clanleiders hebben gehad. In de periode tot 712 werd zij de belangrijkste machtsfactor in Tibet.
In de Tibetaanse annalen voor de periode van 705 tot aan haar dood in 712 wordt zij op vrijwel volstrekt identieke wijze beschreven als de koningen van het Tibetaanse rijk. De kroning van haar kleinzoon Tridé Tsungtsen vond ook pas plaats in het jaar van haar overlijden.  Zij werd begraven op dezelfde plaats als Songtsen Gampo.